# Heinrich-Heine-Platz (Hannover)

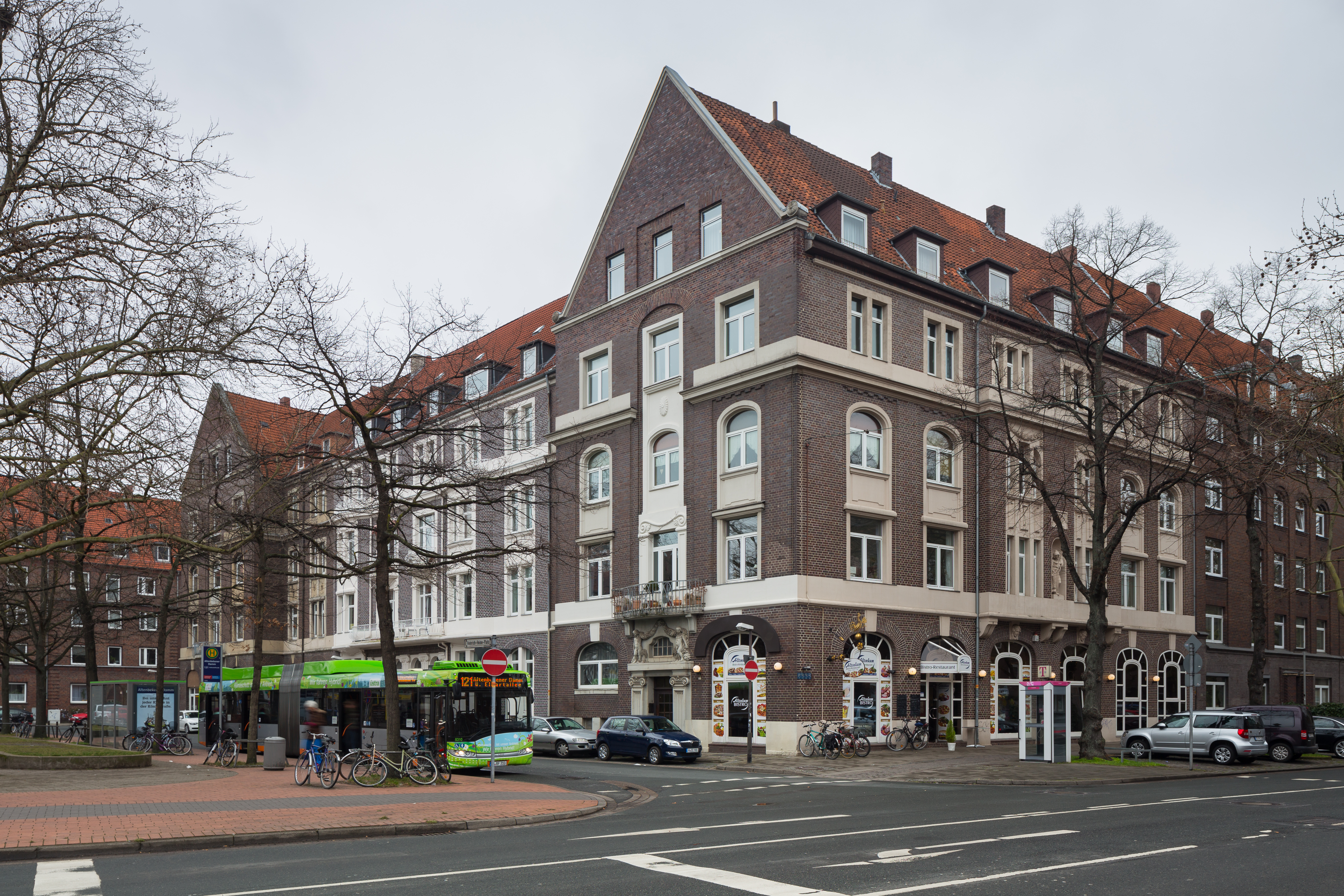
Der Heinrich-Heine-Platz an der Ecke Altenbekener Damm

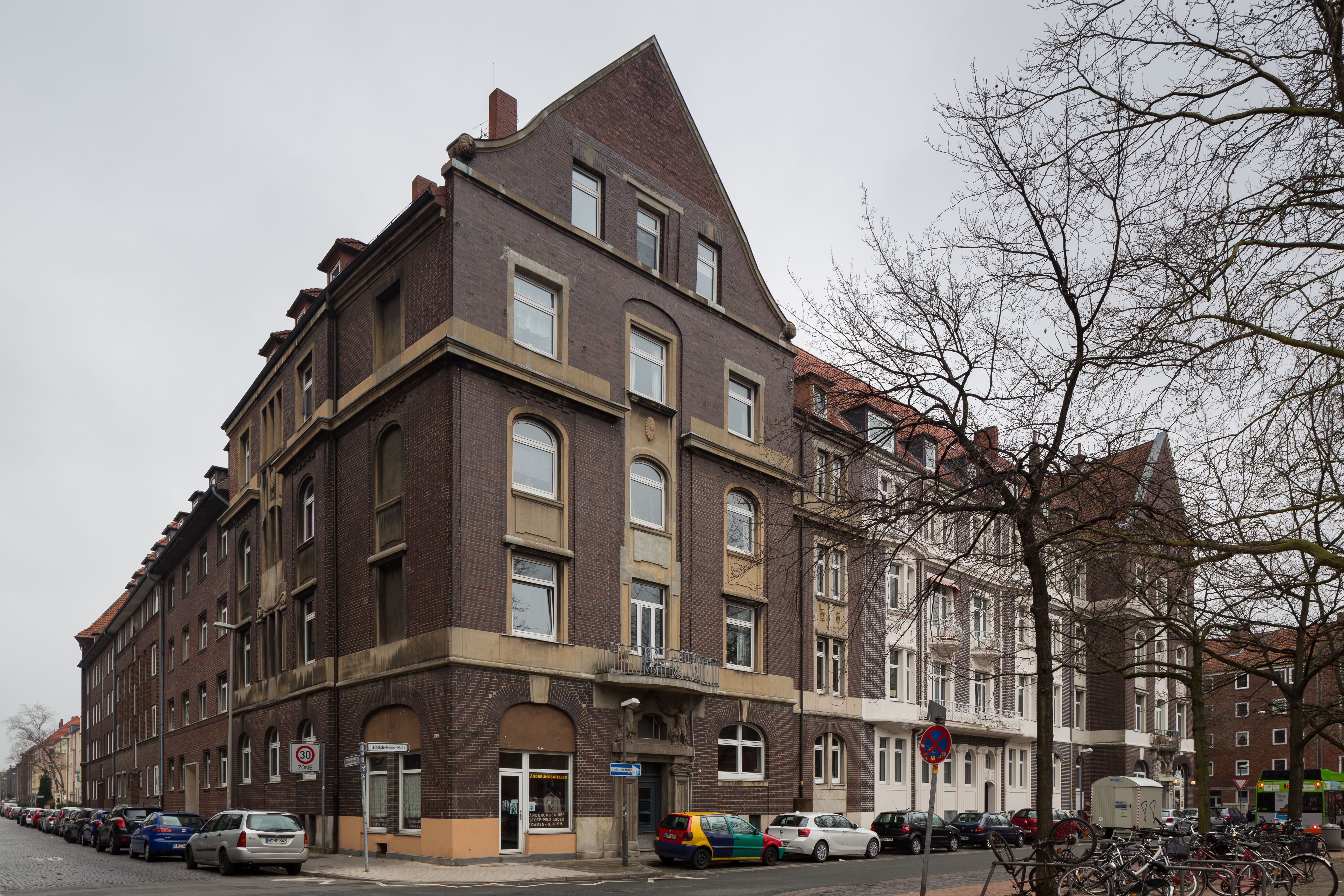
Der Platz von der Ecke Heinrich-Heine-Straße gesehen

Der Heinrich-Heine-Platz in der Südstadt von Hannover ist ein Platz an der Straßenkreuzung der Hildesheimer Straße mit dem Altenbekener Damm. Der öffentliche Raum an der Einmündung der Heinrich-Heine-Straße wurde 1912 angelegt und ebenso wie diese nach dem Dichter Heinrich Heine benannt.

## Geschichte
Der Heinrich-Heine-Platz entstand nach der Verlegung der Bahnlinie nach Altenbeken, der ehemals privaten Altenbekener Eisenbahn, deren neue Trasse zu Beginn des 20. Jahrhunderts dann auf dem höher gelegten Damm durch Waldhausen umgeleitet wurde. In den Jahren von 1913 bis 1914 entstand mit den Wohngebäuden Heinrich-Heine-Platz 1, 2 und 3 ein heute denkmalgeschütztes Ensemble, das städtebaulich als Pendant zu dem älteren, gegenüberliegenden ehemaligen Lagerbierkeller der Gilde Brauerei anzusehen ist.
Zur Zeit der Weimarer Republik führte der zum Ehrendoktor ernannte Professor Georg Dettmar vom Heinrich-Heine-Platz 1 aus die Schriftleitung für das Fachblatt Der elektrische Betrieb. Zeitschrift des Reichsverbandes der Elektrizitäts-Abnehmer e.V.
Vom 10. Juni 1932 hat sich ein später publizierter Brief von Gusti Danzl vom Heinrich-Heine-Platz 3 an Adolf Hitler erhalten.
Im Jahr der Machtergreifung durch die Nationalsozialisten wurden 1933 an der Bismarcksäule am späteren Maschsee nicht nur die Bücher missliebiger Autoren wie Heinrich Heine in Hannover verbrannt: Im selben Jahr erhielt der Heinrich-Heine-Platz den Namen „Danzigplatz“, 1937 bis 1945 dann „Danziger Platz“ nach der Hafenstadt an der Ostsee. Die Heinrich-Heine-Straße wurde in „Memelstraße“ umbenannt, hieß 1937 bis 1945 dann „Memeler Straße“ nach der Stadt in Ostpreußen. Erst nach den Luftangriffen auf Hannover und dem Ende des Zweiten Weltkrieges, durch den fast die Hälfte der Stadt zerstört worden war, erhielten nach dem Einmarsch der Amerikaner Platz und Straße im Jahr 1945 durch die Britischen Militärbehörden ihre ursprünglichen amtlichen Bezeichnungen zurück.
Ein erster signifikanter Ausbau des Platzes erfolgte 1982 nach Fertigstellung der Stadtbahnlinie B-Süd, wobei ein Treppenausgang der U-Bahn-Station Altenbekener Damm in den Platz eingebaut wurde. Zwei schmale rechteckige Hochbeete trennten die Bushaltestelle optisch ab. Ein weiterer Umbau erfolgte 2023, wofür zunächst zwei großflächige Hochbeete seitens der Verwaltung vorgesehen waren. Mit Änderungsvorschlägen eines Bürgers, die der Stadtbezirksrat Südstadt-Bult zusätzlich beschloss, wurden daraus drei geteilte Hochbeete, um die hauptsächliche Wegebeziehung über den Platz vom Treppenausgang der U-Bahn zur Heinrich-Heine-Straße nicht zu verbauen. Mehrere jahrzehntealte Bäume säumen das größere Beet, lange Sitzbänke wurden zusätzlich installiert.